# Zion.T
Zion.T (hangul: 자이언티, Csaionthi, RR: Jaieonti; születési nevén 김해솔 Kim Heszol (Kim Hae-sol), 1989. április 13.–) dél-koreai énekes, zeneszerző és zenei producer.

## Élete és pályafutása
2011-ben debütált, először hiphopelőadók albumain működött közre, majd Click Me címmel kiadta első kislemezét. Első szólóalbuma 2013. április 9-én jelent meg Red Light címmel. 2013 decemberében ezt a Mirror Ball című középlemez követte, melyről a Miss Kim című dalhoz készült videóklip.
Zion.T közreműködött többek között az Infinite H és G-Dragon albumán is.

## Diszkográfia
- Click Me (feat. Dok2) (kislemez, 2011. április 29.)
- We Love Tapsonic Part 5 (feat. 4 Brothers) (kislemez, 2012. július 14.)
- The Usual Melody (feat. Crush) (kislemez, 2013. március 6.)
- Red Light (album, 2013. április 9.)
- Mirror Ball (középlemez, 2013. december 19.)
- Yanghwa BRDG (kislemez, 2014. szeptember 22.)
- Young (kislemez, 2015. február 2.)
- Eat (kislemez, 2015)
- No Make Up (kislemez, 2015)
- OO (középlemez, 2017. február 1.)

## Díjak és elismerések
| Év   | Díj                         | Kategória                  | Jelölt                       | Eredmény |
| ---- | --------------------------- | -------------------------- | ---------------------------- | -------- |
| 2014 | 11. Korean Music Awards     | Legjobb R&B and Soul album | Red Light                    | Elnyerte |
| 2015 | MelOn Music Awards          | Top 10 előadó              |                              | Elnyerte |
| 2015 | MelOn Music Awards          | Az év előadója             | N/A                          | Jelölve  |
| 2015 | 17. Mnet Asian Music Awards | Legjobb férfi előadó       | N/A                          | Jelölve  |
| 2015 | 17. Mnet Asian Music Awards | UnionPay Év előadója       | N/A                          | Jelölve  |
| 2015 | 17. Mnet Asian Music Awards | Legjobb férfi énekelőadás  | Eat (꺼내 먹어요) - Zion.T   | Elnyerte |
| 2015 | 17. Mnet Asian Music Awards | UnionPay Év dala           | Eat (꺼내 먹어요) - Zion.T   | Jelölve  |
| 2015 | 17. Mnet Asian Music Awards | UnionPay Év dala           | Just (그냥) - Zion.T X Crush | Jelölve  |
| 2015 | 17. Mnet Asian Music Awards | Best Collaboration & Unit  | Just (그냥) - Zion.T X Crush | Elnyerte |
| 2015 | Seoul Music Awards          | ponszang                   | Zion.T                       | Elnyerte |